# Cabo Morris Jesup
O cabo Morris Jesup  é o ponto mais setentrional (a norte) do continente americano. Encontra-se na ilha da Gronelândia, em 83° 37' 39" N 32° 39' 52" O, e dista 708 km do Pólo Norte, sobre o mar de Lincoln. Robert Peary chegou ao cabo em 1892, crendo que era o ponto mais setentrional da Terra em terra firme, o que foi posteriormente desmentido, já que se encontrava um pouco mais a sul da ilha Kaffeklubben, esse sim o ponto mais setentrional em terra firme.